# Donna romana (I - II secolo d.C.)

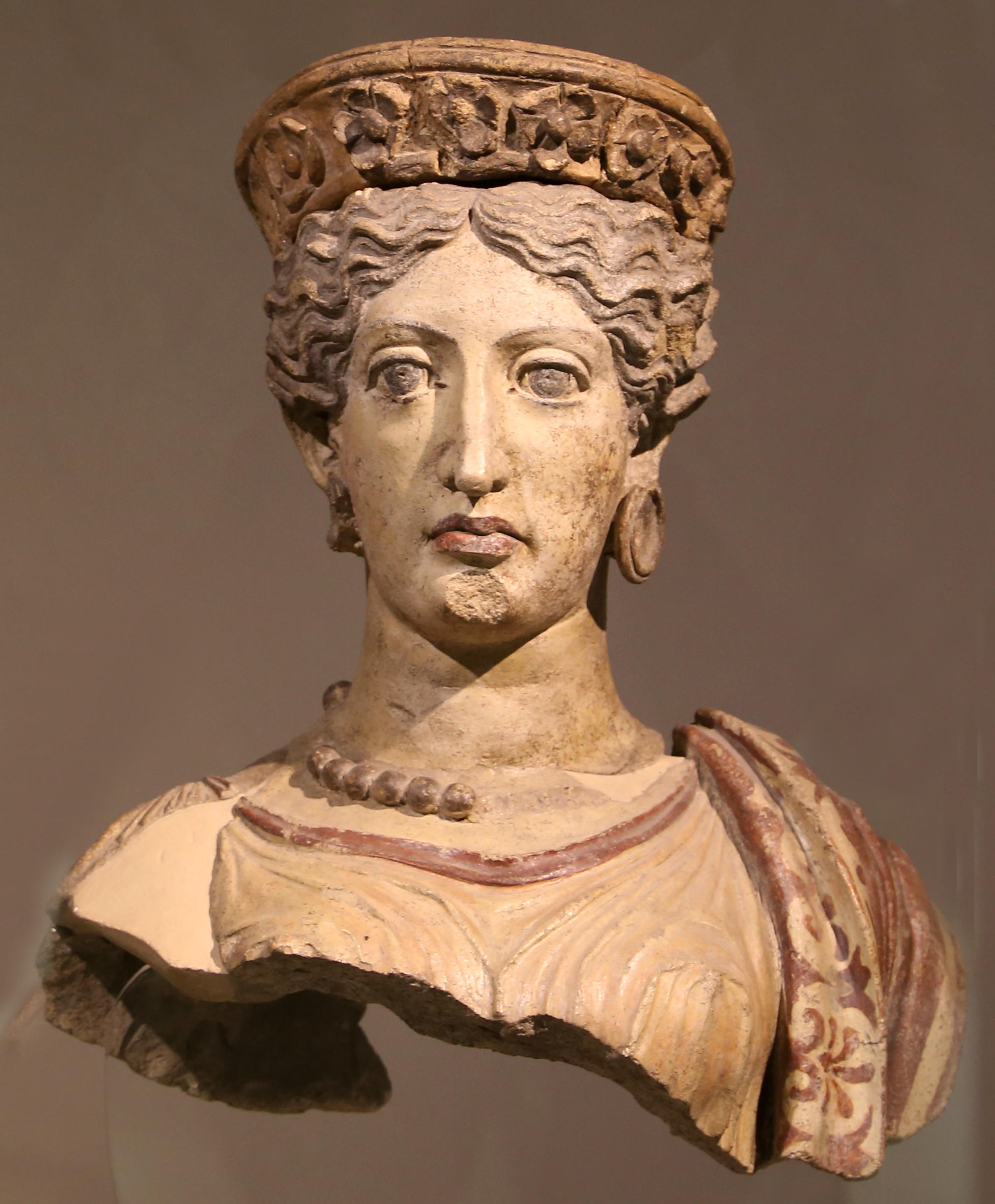
Busto di Giunone, sposa di Giove: protettrice delle madri, del focolare domestico e del parto.

Le condizioni sociali della donna romana tra la fine del I secolo il principio del II mostrano che erano ormai molto diverse da quelle dei primi secoli della repubblica.

## L'autonomia delle donne imperiali
In questo periodo le donne romane godono di una conquistata dignità ed autonomia difesa anche da teorici del "femminismo" antico come Gaio Musonio Rufo nell'età dei Flavi. Molte imperatrici romane di questa età sono meritevoli di quel titolo di Augusta che fu dato a Livia solo dopo la morte del marito. Grande figura di donna è quella di Plotina, moglie di Traiano che aveva accompagnato il marito nella guerra contro i Parti e che, dopo la morte dell'imperatore, aveva così ben disposto le sue segrete volontà politiche testamentarie che Adriano ottenne la successione senza contrasti. Così la moglie di quest'ultimo Sabina, nonostante le malignità su di lei nella Historia Augusta, la si ritrova celebrata in numerose iscrizioni da coloro che erano stati beneficiati da lei e da statue che l'avevano divinizzata ancora in vita. Si dice che Adriano fosse in contrasto con lei ma bastò che Svetonio, segretario ab epistulis, le avesse mancato di rispetto che l'augusto consorte intervenisse facendogli perdere in un batter d'occhio il suo incarico.

## Le dame dell'aristocrazia eredi delle virtù repubblicane

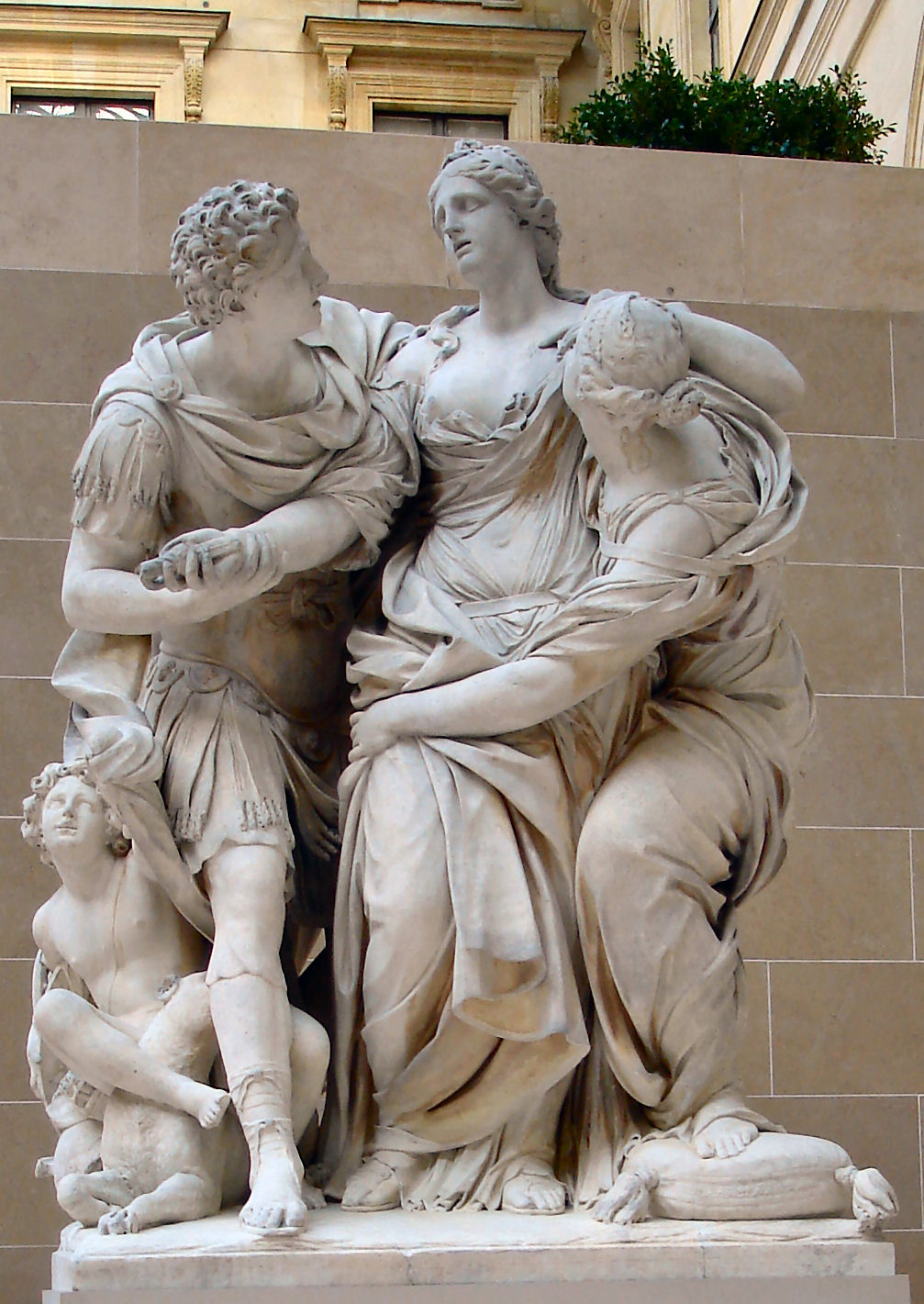
Arria et Paetus

Sotto l'Impero sembrano perpetuarsi gli eroici comportamenti dell'età repubblicana quando le grandi signore dell'aristocrazia seguivano i loro mariti nella buona e nella cattiva sorte. Così sotto Tiberio, racconta Tacito che «Emilio Scauro con gesto conforme all'antica dignità degli Emili, prevenne la condanna, col sostegno della moglie Sestia, che gli fu insieme ispiratrice e compagna nella morte.» e altrettanto accadde quando «Pomponio Labeone, il già citato governatore della Mesia, si tagliò le vene e morì dissanguato. La moglie Passea ne seguì l'esempio.»
Così fu anche nel caso di Paolina, giovane moglie di Seneca, che quando il marito ricevette l'ordine da Nerone di uccidersi volle anche lei farlo tagliandosi le vene e se non morì fu per intervento dello stesso imperatore che la fece salvare a tutti i costi costringendola ad una vita di continuo e doloroso rimpianto per l'amato consorte.
Ed infine il famoso episodio di Arria Maggiore che volle precedere nella morte il marito uccidendosi lei per prima, costituiva ancora un esempio da seguire nella Roma del II secolo.
Persino Marziale, che non può certo definirsi un celebratore delle virtù femminili, raffigura nelle sue poesie una galleria di donne irreprensibili ma appare evidente che i casi di queste eroine aristocratiche sono da considerare delle eccezioni.

## Il decremento della natalità
Sia per il voluto controllo delle nascite che per un cambiamento operato dagli stessi costumi si assiste tra la fine del primo e l'inizio del secondo secolo ad una diminuzione delle nascite. Gli stessi imperatori ne danno l'esempio: Nerva rimase celibe, e Adriano e Traiano, pur sposati, non ebbero figli legittimi.

Così il console Plinio il Giovane che pure scriveva della felicità vissuta con la sua terza moglie Calpurnia, non ebbe figli dai suoi tre matrimoni.
Anche della piccola borghesia rimangono numerose stele funerarie dove i defunti in assenza di figli, sono rimpianti dai loro liberti.
Marziale ritiene una cosa eccezionale degno di un epigramma il fatto che Claudia Rufina abbia avuto tre figli e commemora il ricordo di una matrona romana che fu onorata ai giochi secolari del 47 e dell'88 d.C. perché aveva avuto cinque figli dal proprio marito.

## Il "femminismo"

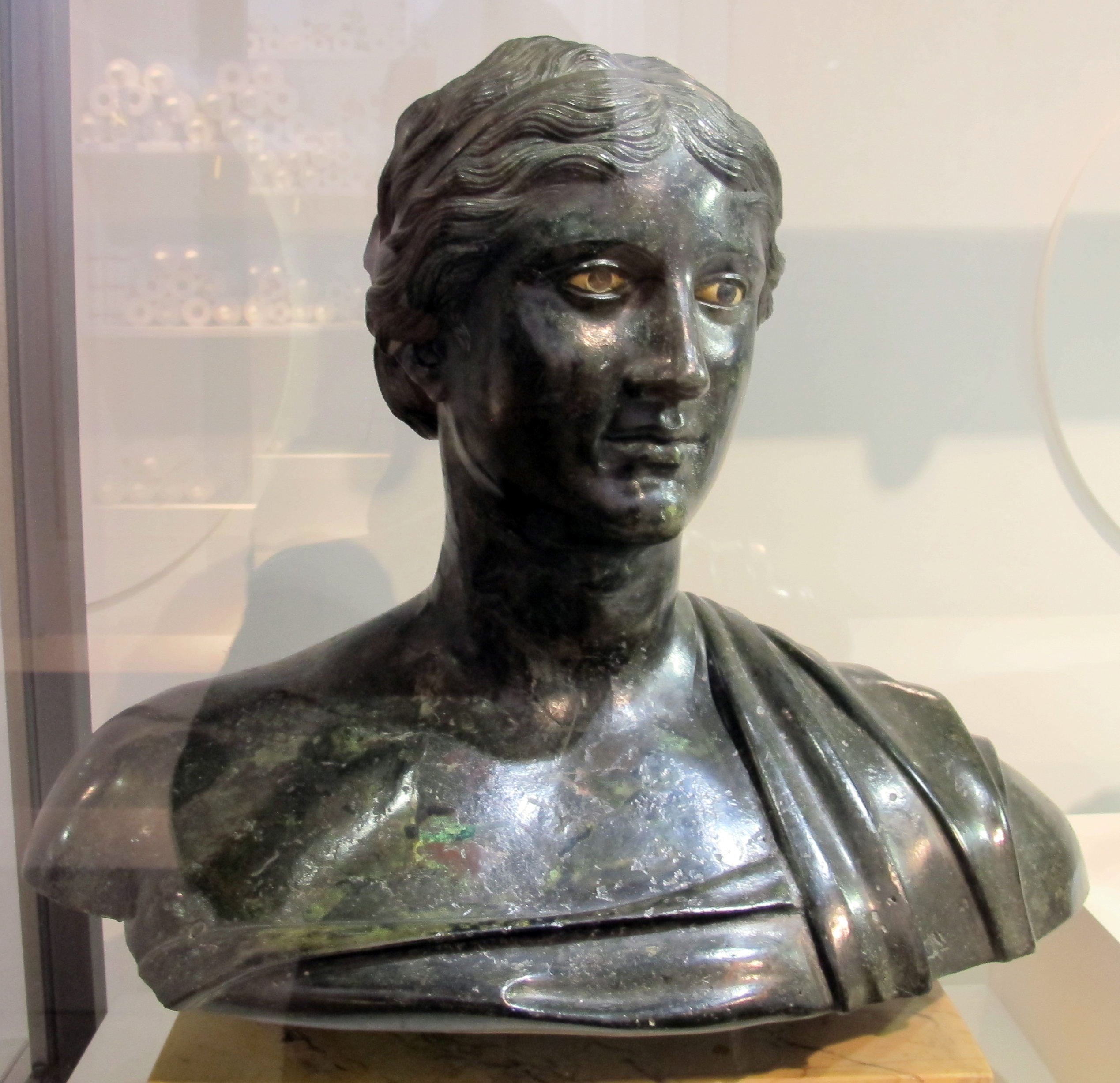
busto di Saffo, poetessa greca vissuta a Lesbo

Se le donne romane dell'Impero, secondo i censori dei costumi, trascurano il loro compito di mettere al mondo figli si sono però appropriate di tutte quelle occupazioni che in età repubblicana erano riservate agli uomini.
Giovenale nella Satira sesta prende in giro quelle donne che si danno alla professione forense o che si appassionano di politica interna ed estera osando dare consigli a generali avvolti nel paludamentum di come condurre la guerra contro i Parti. Altre si appassionano alla letteratura affettando giudizi perentori anche a tavola e mettendo in imbarazzo grammatici e retori. Mentre Plinio sembra apprezzare la cultura di queste femmes savantes tanto da paragonare lo stile delle lettere della moglie di Pompeo Saturnino a Plauto e Terenzio, Giovenale invece non le può soffrire ed apprezza invece la donna: «che non usa un lambiccato stile...e non conosca le istorie tutte: poche cose sole sappia dai libri, e che neppur capisca.» 
Gli strali del poeta satirico colpiscono anche un'altra categoria di donne: quelle che gareggiano con gli uomini nelle attività sportive, vanno a caccia di cinghiali d'Etruria, vestite da uomo assistono alle corse delle bighe o si appassionano alla lotta o alla scherma si allenano assestando colpi a un palo come un rude gladiatore.

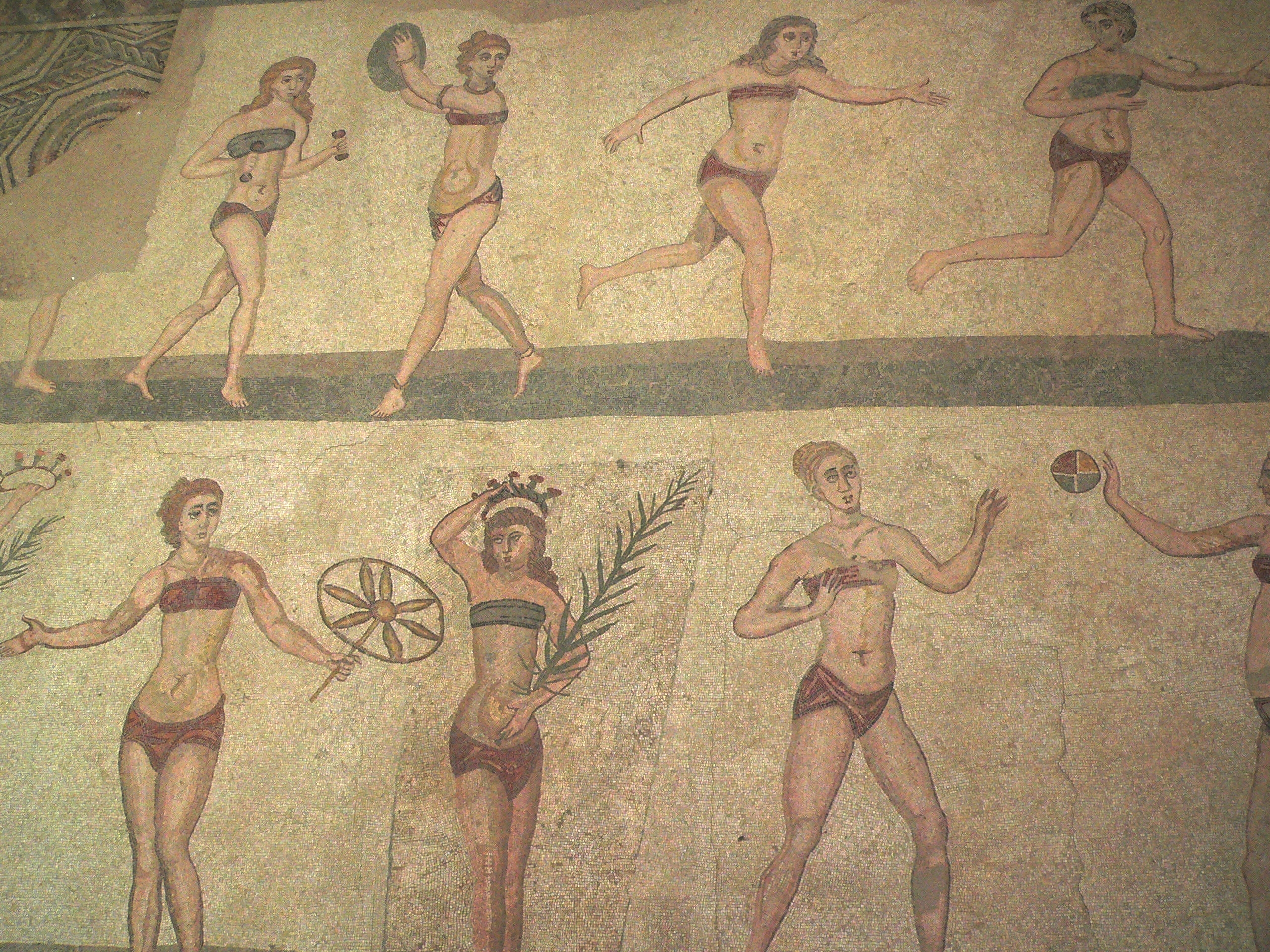
Mosaico di Piazza Armerina raffigurante atlete impegnate in varie attività sportive e altre che ricevono le insegne della vittoria

«Quale pudore aver potrà la donna che il suo sesso rinnega e cinge l'elmo?» si chiede Giovenale che nota come ormai la donna romana assuma gli atteggiamenti deteriori degli uomini da cui sinora si era tenuta lontana: così s'ingozza nei banchetti come gli uomini e come questi si abbandona al libertinaggio essendosi ormai abituata a vivere non più come compagna ma come coinquilina del marito:
(Giovenale, VI, 509)
Le donne romane dell'epoca imperiale ora pretendono di vivere vitam e proclamano la loro parità di diritti nei confronti degli uomini:

## Gli adulterii
Era inevitabile che la donna emancipata assumesse anche la libertà sessuale degli uomini. Ancora non si parla degli adulteri come un problema sociale ma potevano accadere se Giovenale considera normale avvertire un amico che ha invitato a cena di mettere da parte le amarezze quotidiane soprattutto quelle che gli derivano dal fatto che la moglie esce di casa alle prime luci del giorno e vi torna a notte fonda «...con le chiome scompigliate e col volto e con le orecchie tutte accese».
Già un secolo prima Augusto nella sua opera di moralizzazione della società romana si era occupato di un problema che aveva radici lontane. Nel matrimonio cum manus del marito la donna sorpresa in adulterio poteva essere condannata a morte dal marito per il quale invece il comportamento adulterino non implicava conseguenze di nessun genere, come se fosse del tutto innocente. Ora la Lex Iulia de adulteriis coercendis (18 a.C.) stabilisce che gli adulteri possono essere condannati all'esilio privandoli di una metà dei loro beni e proibisce ogni futuro matrimonio tra loro. La legge sottraeva la donna a ogni possibile crudele comportamento del marito ma soprattutto riconosceva come reato d'adulterio anche quello commesso dal coniuge maschio. Avere considerato l'adulterio alla stregua di un reato è un evidente segno di come ormai questo fosse tanto diffuso da considerato un problema sociale da risolvere.
Ma alla fine del I secolo nessuno si ricordava più e applicava quella legge tanto che Domiziano sentì la necessità di emanarne un'altra che rinnovava quelle antiche disposizioni con la piena approvazione di Marziale che attribuiva a gloria dell'imperatore aver restituito a Roma il suo pudore:
Ma dopo due generazioni ancora una volta fu necessario l'intervento imperiale di Settimio Severo per controllare un problema che in effetti si era molto attenuato, ma non per l'intervento delle leggi quanto piuttosto per la facilità con cui si poteva divorziare.